# I Don't Want to Change the World
Pistes de No More Tears
Mr. Tinkertrain
(1) Mama, I'm Coming Home
(3)
I Don't Want to Change the World est un CD single d'Ozzy Osbourne sorti en 1991.  Il est d'abord apparu comme le deuxième morceau de l'album No More Tears. 

## Version 12" et Cd Single
Bien que la chanson ne soit pas sortie en tant que single commercial, en Grande-Bretagne, la chanson est sortie en tant que single promotionnel de 12 "et en CD single ( Epic XPCD 172 / XPR 1745) avec les morceaux :
| 1981 UK edition | 1981 UK edition                  | 1981 UK edition                                            | 1981 UK edition | 1981 UK edition | 1981 UK edition | 1981 UK edition | 1981 UK edition | 1981 UK edition | 1981 UK edition |
| No              | Titre                            | Auteur                                                     | Durée           |                 |                 |                 |                 |                 |                 |
| --------------- | -------------------------------- | ---------------------------------------------------------- | --------------- | --------------- | --------------- | --------------- | --------------- | --------------- | --------------- |
| 1.              | I Don't Want to Change the World | Ozzy Osbourne, Zakk Wylde, Randy Castillo, Lemmy Kilmister | 04:07           |                 |                 |                 |                 |                 |                 |
| 2.              | Mama, I'm Coming Home            | Osbourne, Wylde, Kilmister                                 | 04:12           |                 |                 |                 |                 |                 |                 |
| 3.              | No More Tears                    | Osbourne, Wylde, Castillo, Mike Inez, John Purdell         | 07:24           |                 |                 |                 |                 |                 |                 |
| 57:20           |                                  |                                                            |                 |                 |                 |                 |                 |                 |                 |

## Récompense
En 1993, la chanson apparaît dans une version live sur l'album Live & Loud. Cette version remporte le prix de la meilleure performance métal à la 36e cérémonie des Grammy Awards. 